# Personaggi di Digimon Savers
Elenco dei personaggi apparsi nella serie anime Digimon Savers.

## Protagonisti

### Masaru Daimon

Masaru Daimon

Masaru Daimon (大門 大?, Daimon Masaru) è il personaggio principale della serie, ed un ragazzo di 14 anni che frequenta il liceo Ootori. È il figlio del ricercatore Suguru Daimon, scomparso dieci anni prima nella misteriosa dimensione nota come Digiworld. Forte e diretto, Masaru si definisce "il combattente di strada numero uno in Giappone". Vive con sua madre e Chika, la sorella minore, a cui è molto legato. Ha un pessimo carattere perché ama molto il combattimento e spesso ha problemi con la polizia. Preferisce usare la forza piuttosto che la testa, e questo lo porta spesso a cacciarsi nei guai, anche perché è particolarmente cocciuto e ostinato. Se lo ritiene giusto, è pronto anche a mettere la sua vita in pericolo, senza preoccuparsi troppo delle conseguenze. Dopo aver incontrato Agumon, ne diventa il partner umano dopo aver ricevuto il suo Digivice da un uomo misterioso, Hiroshi Yushima. Masaru e Agumon poco dopo diventano membri effettivi della DATS per poter affrontare avversari più forti e potenti. Durante il prosieguo della serie, tuttavia, Masaru troverà molti altri motivi per combattere. È doppiato in originale da Soichiro Hoshi.

### Agumon
Agumon (アグモン?) è il Digimon partner di Masaru Daimon. È doppiato in originale da Taiki Matsuno È un Digimon di livello intermedio. Rispetto all'Agumon di Digimon Adventure presenta un corpo, una testa e delle zampe più grandi.
Koromon è la sua forma al livello primario. GeoGreymon è la forma di Agumon al livello Campione. Condivide molte caratteristiche fisiche con Greymon, ma ha tre segni rossi ai lati della testa e delle breccia, spuntoni sulle spalle, una dentatura più sviluppata, un petto più definito e una coda più lunga. RiseGreymon è la forma di Agumon al livello Evoluto. Simile a MetalGreymon per l'armatura metallica sul cranio e sul petto, si differenzia nel braccio meccanico, terminante in un revolver piuttosto che in un tridente (tuttavia la tecnica Trident Revolver ricorda il Braccio a Tridente) e nelle ali, interamente coperte da metallo rosso come anche la punta della coda. ShineGreymon è la forma di Agumon al livello Mega ed è completamente diverso dalla altre evoluzioni di Agumon: è interamente avvolto da un'armatura bianca e rossa, con una coda terminante in una stella, ali simili a quelle di RiseGreymon e un elmo giallo munito di tre corna. ShineGreymon Ruin Mode è la Modalità di Assetto che compare durante lo scontro tra Masaru e Thoma. Masaru, rimasto sconvolto dalla notizia che Thoma e MirageGaogamon vogliono aiutare Kurata nel suo piano di uccidere tutti i Digimon, Masaru tramite il suo digivice, fa passare dentro a ShineGreymon Una Digisoul negativa che causerà una trasformazione radicale del Digimon. In questa fase nessuno può fermare ShineGreymon, nemmeno Masaru. Diventa un Digimon privo di coscienza che attacca tutto e tutti. Alla fine le lacrime disperate di Masaru fermeranno il Digimon furioso, ma con tutta quella potenza il Digimon si auto distrugge e ritorna allo stato di digiuovo. Banchouleomon poi spiegherà a Masaru che è colpa sua se ShineGreymon è diventato così, poiché lui non sa usare ancora bene la Mega-Digisoul e, cosa ancora più importante, ha sopraffatto Agumon con le sue emozioni negative, senza pensare al fatto che il suo Digimon stava soffrendo per tutte quelle emozioni negative. ShineGreymon Burst Mode è la forma che assume Agumon quando Masaru riesce a controllare la sua Mega-Digisoul e trasforma il suo ShineGreymon in uno più potente circondato dalle fiamme. Tutto ciò avviene dopo che il digiuovo di Agumon si è schiuso durante il combattimento con Kurata e Belphemon, uno dei Signori Demoniaci del mondo digitale. Agumon Burst Mode è la forma di Agumon quando le sue emozioni e quelle di Masaru diventano enormi per di salvare la Terra da parte della divinità digitale Yggdrasil, Agumon viene avvolto dalla Burst Mode. Le Fiamme che circondano il corpo di Agumon gli permettono di raggiungere Yggdrail e di aiutare Masaru ad infliggergli il colpo di grazia.

### Touma H. Norstein
Touma H. Norstein (トーマ・H・ノルシュタイン?, Tōma H. Norushutain) è un ragazzo per metà giapponese e per metà austriaco ed in passato è stato un bambino prodigio. Si è infatti laureato all'Università Reale delle Scienze di Stoccolma all'età di 13 anni. Pugile di livello olimpionico, è un membro fondamentale della squadra della DATS. Quando Masaru si unisce alla DATS, Touma si trova in Europa: quando i due infine si incontrano, si trovano in disaccordo su tutto. Tuttavia, i due con il tempo superano le loro difficoltà e diventano compagni di squadra fissi. Il Digimon partner di Touma è Gaomon. Cinque anni dopo i fatti narrati nella serie, Touma riceve il Premio Nobel per la Medicina a Stoccolma City Hall, all'età di 19 anni, diventando la persona più giovane a vincerlo, per aver trovato una cura alla malattia di Relena. È doppiato in originale da Hirofumi Nojima.

### Gaomon
Gaomon (ガオモン?) è il Digimon partner di Touma H. Norstein. È doppiato in originale da Kazuya Nakai.
Gaomon appare per la prima volta assieme al suo partner Touma H. Norstein nel terzo episodio, e si dimostra subito un grande guerriero. All'inizio della serie compie le missioni della DATS, digievolvendo qualche volta in Gaogamon, e poi si reca a Digiworld assieme a Agumon e Lalamon con i rispettivi partner per cercare di sconfiggere Mercurimon. Durante il viaggio si imbatte in MetalPhantomon e grazie ai ricordi di Touma di sua madre riesce a digievolvere al livello evoluto diventando MachGaogamon, sconfiggendo così il Digimon nemico. Una volta arrivato al palazzo di Mercurimon cerca di affrontarlo assieme agli altri ma inutilmente, essendo lui di livello mega ma per fortuna riescono a scappare. Una volta tornato sulla Terra, cerca anche di affrontare SaberLeomon senza però batterlo, poi arriva Gizmon che ribalta la situazione e SaberLeomon viene sconfitto da RiseGreymon. Successivamente ritorna a Digiworld per riprovare a sconfiggere Mercurimon. Appena arrivato sconfigge assieme ai compagni Meteormon. Da Mercurimon scopre tutta la verità riguardo al fatto che sia tanto arrabbiato con gli umani e che Ikuto creda di essere un Digimon (era stato adottato da Frigimon e Kurata aveva sterminato molti Digimon). Ma è troppo tardi, Mercurimon viene ucciso da un Gizmon che viene subito dopo distrutto da Yatagaramon, loro tornano sulla Terra, a Touma e agli altri viene cancellata la memoria, e Gaomon, Agumon, Lalamon, ChibiTortomon, i due Knightchessmon e Kudamon vengono rinchiusi in una gabbia. Gaomon riesce a liberarsi, trova Touma in una palestra, riesce a fargli ricordare tutto, distrugge alcuni Gizmon e torna nuovamente a Digiworld. Durante il teletrasporto si imbatte in Nanami, Ivan, e Kouko, che li mettono in seria difficoltà ma vengono salvati dal generale Satsuma e da kudamon diventato Qilinmon. Arrivato a Digiword si ritrova di nuovo Nanami, Ivan e Kouko, ma con la determinazione dei partner umani utilizza uno strano potere che indebolisce i tre e li fa ritirare, ma di conseguenza i digivice si rompono. Incontra anche BanchouLeomon che fa addestrare i partner umani. Nanami Ivan e Kouko colpiscono ancora, ma per fortuna i tre digivice (quindi anche quello di Touma) si ricostruiscono e Gaomon megadigievolve in MirageGaogamon e scaraventa via i tre assieme ai suoi compagni. Poi incontrano Eldoradimon e decidono di proteggerlo. Durante questa missione grazie alla scaltra intelligenza del suo partner Touma, Gaomon digievoluto in MirageGaogamon sconfigge Nanami anche se si era trasformata in BioLotusmon che è di livello mega. Però Kurata trasporta Eldoradimon sulla Terra e lo uccide. Poi Touma e Gaomon si uniscono a Kurata perché potrebbe curare Relena la sorella di Touma. Questo fa arrabbiare Masaru e porta a uno scontro fra ShineGreymon e MirageGaogamon, la situazione cambia drasticamente quando ShineGerymon diventa ShineGreymon Ruin Mode che colpisce con ferocia. Fortunatamente Masaru lo ferma e ShineGreymon Ruin Mode torna in stato di digiuovo. Durante l'operazione per Relena, Touma e Gaomon distruggono il siero che volevano trapiantargli e si scopre che era stato tutto calcolato da Touma e riesce a farsi perdonare da Masaru. MirageGaogamon attacca assieme agli altri l'arma definitiva di Kurata: Belphemon, uno dei sette demoni e sembrano riuscirci, fino a quando la testa di Kurata fuoriesce dal petto di Belphemon anche se i due verranno sconfitti da Masaru e da ShineGreymon Burst Mode, però Kurata usa una bomba digitale e apre un varco per Digiworld e finirà per essere ucciso dall'apertura del varco. Gaomon va a Digiworld assieme agli altri per cercare una soluzione, una volta arrivato si imbatte in Craniummon, uno dei cavalieri reali e cerca di affrontarlo diventando MirageGaogamon ma è inutile. La situazione peggiora quando arrivano gli altri Cavalieri Reali, ma vengono salvati da Sleipmon. Sulla Terra cerca assieme agli altri di contrastare l'attacco di Gallantmon ma non ce la fa, fortunatamente Sleipmon si congela assieme a Gallantmon per salvarli. Mentre Masaru e Agumon sono a Digiworld per fermare Yggdrasil, Touma e MirageGaogamon combattono contro i Knightmon che stavano attaccando la villa Norstein assieme a Shawujinmon, ma il tutto si complica notevolmente quando arriva uno dei Cavalieri Reali, Crusadermon. Ma grazie al desiderio di Touma di proteggere la famiglia, MirageGaogamon diventa MirageGaogamon Burst Mode e sconfigge Crusadermon. Dopo la battaglia Gaomon decide di andare a Digiworld per aiutare Masaru. Arrivato combatte con gli altri di nuovo Craniummon e una volta distrutto il suo scudo lo fanno arrendere. Una volta arrivato nell'albero di Yggdrasil copre la strada a Masauru e Agumon. Dopo li raggiunge e scopre la verità su BanchouLeomon. Poi partecipa alla battaglia finale contro Yggdrasil 7D6, il quale verrà distrutto da Masaru e da Agumon Burst Mode. Prima di tornare a Digiworld ha una conversazione con Touma. Infine tornerà a Digiworld. Nel film Ultimate Power! Activate Burst Mode!!, Gaomon combatte contro le truppe di Agromon assieme ad Agumon e Lalamon per liberare Masaru, Yoshino e Touma. Nel cortometraggio The Digital World in Imminent Danger! va assieme a Agumon, Lalamon e Calumon a Digiworld per salvarlo. Alla fine sotto forma di Gaogamon sconfiggerà assieme a GeoGreymon il malvagio Armageddemon.
Wanyamon è la sua forma al livello primario. Ha una colorazione color azzurra ed ha una m sulla fronte. Gaogamon è la sua forma al livello campione. Una sorta di grande lupo con due lunghe fasce sulla testa, delle fasce sulle zampe posteriori, dei guanti sulle zampe anteriori e con la coda a batuffolo. Un Digimon molto abile e veloce. MachGaogamon è la sua forma al livello evoluto. È diventato bipede e agile nel pugilato. Ha degli occhiali sulla fronte, dei guanti d'acciaio, una cintura sul petto, dei pantaloni neri e delle zampe d'acciaio. MirageGaogamon è la sua forma al livello mega. Il suo corpo è ricoperto da un'armatura blu con simboli gialli sulle braccia, sul petto ha quella che sembra la faccia di un lupo e sulle mani ha degli artigli d'acciaio. MirageGaogamon Burst Mode è la sua forma al livello mega col Digisoul Burst. Le sue spalle si sono trasformate in spallacci da dove escono delle sorta di ali fatte d'aura, gli è cresciuta una folta chioma bianca, un corno sulla testa e impugna una palla chiodata con come ciondolo una mezzaluna.

### Yoshino Fujieda
Yoshino Fujieda (藤枝 ヨシノ?, Fujieda Yoshino) ha diciotto anni, è il secondo membro della squadra principale ed il suo membro più anziano. Il rapporto tra lei e il suo Digimon partner Lalamon dura da diversi anni. Anche se inizialmente non è forte come Masaru o Touma, Yoshino dimostra spesso abilità molto più che sufficienti nel suo lavoro. Quando era bambina, Yoshino ebbe dei complessi perché si sentiva inferiore alle sue sorelle maggiori (l'avvenimento più importante fu un concerto di pianoforte). Come risultato, dopo anni, lei ha ancora timore di sentirsi inutile, ma è riuscita a superare le sue paure grazie all'aiuto di Lalamon. 5 anni dopo i fatti narrati, "Yoshi" diventa agente di polizia e lavora al fianco di Miki e Megumi. È doppiata in originale da Yui Aragaki.

### Lalamon
Lalamon (ララモン?) è il Digimon partner di Yoshino Fujieda. È doppiata in originale da Yukana.

### Ikuto Noguchi
Ikuto Noguchi (野口 イクト?, Noguchi Ikuto) è un misterioso bambino di dieci anni che, anni prima dell'inizio della serie, si perse durante un incidente che coinvolgeva un varco digitale. Ikuto è stato cresciuto da un Digimon di nome Frigimon e a causa di questo crede di essere lui stesso un Digimon. Frigimon, però, fu uccisa in un massacro orchestrato dal malvagio scienziato di nome Akihiro Kurata e a causa della terrificante esperienza Ikuto inizia ad odiare tutti gli esseri umani. Tuttavia, la sua opinione inizia a cambiare quando apprende la verità sulle sue origini. Il suo Digimon partner è il suo amico d'infanzia Falcomon, il quale fa del suo meglio per aiutare Ikuto nei suoi primi approcci con l'umanità. Nel corso della storia, Ikuto svilupperà un profondo legame con Masaru che lo porterà a considerare il ragazzo come un fratello maggiore. È doppiato in originale da Rie Kugimiya.

### Falcomon
Falcomon (ファルコモン?) è il Digimon partner di Ikuto Noguchi. È doppiato in originale da Chie Kojiro.

## DATS
La DATS (Digital Accident Tactics Squad) è un'organizzazione dedicata a mantenere la pace tra il mondo umano e Digiworld fermando ogni Digimon che appare nel mondo reale e rispedendolo a Digiworld sotto forma di Digiuovo. Apparentemente la DATS è un'organizzazione che opera in tutto il mondo, come dimostrato dal fatto che Touma, prima del suo ritorno nell'episodio 3, si trova in visita al distaccamento europeo dell'organizzazione. Nella serie non viene rivelato se esista o meno un distaccamento in America o in qualsiasi altro posto; tuttavia, la maggior parte dell'attività relativa ai Digimon avviene in Giappone. Il distaccamento giapponese della DATS ricade sotto la giurisdizione del Ministero della Riservatezza del Giappone.
A causa delle manipolazioni orchestrate da Akihiro Kurata, la squadra principale dei membri della DATS in Giappone viene smembrata, mentre l'edificio che ospitava il quartier generale dell'organizzazione viene distrutto. Negli episodi successivi la DATS opera segretamente nel sottosuolo dopo che la squadra principale riesce a riunirsi, anche se non a titolo ufficiale. In seguito al ritorno a Digiworld di Masaru, Gotsumon e di tutti i Digimon partner (incluso Biyomon) la DATS viene permanentemente sciolta. Nell'epilogo della serie, cinque anni dopo, la maggior parte dei membri della DATS è andata avanti e ha trovato lavoro alla stazione di polizia locale.

### Comandante Hiroshi Yushima e Kamemon
Comandante del distaccamento giapponese della DATS, è una persona di grande conoscenza per tutto ciò che riguarda i Digimon. Consegna a Masaru il suo Digivice iC durante l'attacco di Kokatorimon e lo aiuta diverse volte dandogli consigli durante le missioni. Inoltre, è colui che conduce la spedizione a Digiworld. Il suo Digimon partner è Kamemon.

### Capitano Rentarou Satsuma e Kudamon
Capitano del distaccamento giapponese della DATS con un passato nella polizia. Il suo Digimon partner è Kudamon.

### Miki Kurosaki e Megumi Shirakawa e i PawnChessmon
Operatrici di sistema al quartier generale del distaccamento giapponese della DATS. I loro Digimon partner sono dei PawnChessmon. Il primo kanji dei loro cognomi - Shiro (白) e Kuro (黒) - corrisponde al colore del rispettivo PawnChessmon: Megumi ha il PawnChessmon di colore bianco mentre Miki possiede quello di colore nero. Entrambe sono delle fan sfegatate di Touma.

## Cavalieri Reali
Sono una parte fondamentale della rete di sicurezza di Digiworld.

### Craniummon
Craniummon (39-48): Rivendica il titolo di cavaliere più leale a Yggdrasil. Viene sconfitto da ShineGreymon Burst Mode, MirageGaogamon Burst Mode, Rosemon Burst Mode, Ravemon Burst Mode e Masaru, rendendosi conto che il ragazzo ed i suoi amici desiderano solo proteggere sia Digiworld che il loro mondo. Prende così il posto di BanchoLeomon nel fermare l'imminente collisione tra i due mondi.

### Gallantmon
Gallantmon (40-48): Viene sconfitto da Sleipmon e si ritrova imprigionato con lui all'interno di un blocco di ghiaccio nella Baia di Tokyo, finché entrambi non vengono liberati dalla Digisoul di Sleipmon. Si unisce quindi a Craniummon, Masaru e gli altri nel cercare di fermare Yggdrasil.

### Magnamon
Magnamon (40-48): Insieme a Dynasmon, Magnamon mette in dubbio le ragioni di Yggdrasil. Si unisce quindi a Craniummon, Masaru e gli altri nel cercare di fermare Yggdrasil.

### Dynasmon
Dynasmon (40-48): Dynasmon attacca la città di New York, ma verso il finale della serie mette in dubbio le ragioni di Yggdrasil. Si unisce quindi a Craniummon, Masaru e gli altri nel cercare di fermare Yggdrasil.

### UlforceVeedramon
UlforceVeedramon (40-48): UlforceVeedramon attacca l'Egitto su ordine di Yggdrasil. Tuttavia, successivamente si unisce agli altri Cavalieri Reali nella loro intenzione di fermare Yggdrasil.

### Duftmon
Duftmon (43): Un Digimon spietato che attacca il Giappone. Viene sconfitto da Rosemon Burst Mode e Ravemon Burst Mode, desiderosi come i loro partner umani di proteggere la famiglia di Masaru.

### Crusadermon
Crusadermon (40-42): Un Digimon presuntuoso che prende di mira l'aereo della famiglia Norstein, mettendo in grave pericolo Relena. Viene sconfitto da MirageGaogamon Burst Mode.

### Omnimon
Omnimon (40-48): Leader dei Cavalieri Reali. In un primo momento fedele a Yggdrasil, successivamente si unisce a Craniummon, Masaru e gli altri nel cercare di fermarlo.

## Altri Digimon

### Mercurimon
Mercurimon (12-25): È un digimon di livello mega, e una delle dodici Divinità Olimpiche che governano Digiworld. Il suo nome viene dal dio greco Mercurio. Non ha nulla a che vedere con il Mercurymon apparso in Digimon Frontier, il cui nome originale è Mercuremon. Nell'edizione anglosassone, per evitare confusioni, è chiamato Merukimon. Inizialmente, in seguito all'incontro con Spencer Daimon, è interessato alla convivenza pacifica tra digimon e umani, ma dopo il massacro ordito da Akihiro Kurata, che lui stesso provvide a fermare, diventa molto diffidente, se non ostile, nei confronti dei secondi. A differenza di SaberLeomon, però, non li disprezza tutti a priori, e non diventa aggressivo se non provocato. Tiene molto ai suoi compagni Digimon, e anche a Ikuto, facendoli da tutore e fidandosi ciecamente di lui, nonostante sappia che il bambino è umano. Vive in un castello di ghiaccio, l'Infinita cresta di ghiaccio. Appare per la prima volta nel mondo umano per recuperare Falcomon, direttosi li per recuperare un digiuovo, sconfiggendo facilmente i digimon di livello campione della DATS e ritirandosi a Digiworld. Successivamente, li sconfigge di nuovo al livello evoluto nel suo castello, dopo aver rivelato a Yushima del precedente attacco degli esseri umani, ma non riesce a impedire loro di fuggire. Rifiuta fermamente di aiutare SaberLeomon ad attaccare gli umani nel loro mondo, preferendo rimanere a proteggere Digiworld, così come rifiuta di credere all'affermazione, falsa, di Gotsumon, che Ikuto li abbia traditi. Quando il gruppo riappare di fronte a lui per trattare la fine delle ostilità, accompagnati da Kurata, il digimon lo riconosce subito e lo denuncia di fronte agli altri, ma viene ferito alle spalle da un Gizmon. Conscio che la sua ferita è progressiva e che non può guarire, vedendo come i ragazzi umani, in particolare Masaru, che gli ricorda il padre Spencer, lottano pieni di disprezzo contro il perfido scienziato, dà la sua vita per danneggiare ulteriormente il Gizmon: XT, venendone infine ucciso e dicendo a Ikuto di essere forte e di odiare solo gli umani malvagi.

### Gotsumon/Meteormon
Gotsumon/Meteormon (12-23, 40-48): In principio un servo di Mercurimon, a differenza del suo superiore odia apertamente gli umani, al punto da volerli attaccare direttamente per vendetta e considerandoli tutti malvagi, arrivando anche a disobbedire agli ordini. Odia anche Ikuto, in quanto umano, nonostante la lealtà di questi verso i digimon, e fa di tutto per non aiutarlo o screditarlo di fronte a Mercurimon, arrivando persino a tentare di uccidere il bambino dopo avergli rivelato la sua natura di umano. Non ha rispetto ne di Falcomon ne di tutti i digimon che hanno qualsivoglia legame amichevole con gli uomini. Viaggia spesso usando un Yanmamon, e dei Kuramon come spie. Tenta di attaccare i membri della DATS con una serie di sgherri, tra cui Blossomon e Mammothimon, arrivando anche ad allearsi con SaberLeomon, contro gli ordini di Mercurimon, pur di attaccare il mondo umano. Alla terza visita della DATS a Digiworld, rivela sua forma evoluta, Meteormon, molto più potente, ma viene ucciso da RizeGreymon. Ritorna in seguito, rinato dal suo Digiuovo; tuttavia, Gotsumon non conserva alcun ricordo della sua vita precedente e così accompagna ed aiuta Masaru ed i suoi amici nella lotta contro Yggdrasil. Nella sua seconda vita, è molto più amichevole verso gli esseri umani e favorevole alla convivenza con loro.

### SaberLeomon
SaberLeomon (20-22): Un Digimon che disprezza l'umanità e la vede come un pericolo per Digiworld. In passato, ha attaccato il gruppo di spedizione umano a Digiworld guidato da Daimon Spencer, il quale riuscì a ferirlo a mani nude per dare ai suoi compagni il tempo di fuggire. Conoscente di lunga data di Mercurimon, rispetto a questi è molto più aggressivo e desideroso di attaccare direttamente gli umani nel loro mondo, e considera il rifiuto del primo un segno di codardia. Dopo aver fallito nell'allearsi con l'olimpico, si allea segretamente con Gotsumon, offrendogli il comando delle sue armate dopo il digimon di roccia gli offre la sua esperienza riguardo al mondo reale. Dopo che la prima invasione fallisce, attacca lui stesso una centrale, rifiutando di ascoltare Ikuto, dicendo che, in quanto umano, non può capire il dolore dei digimon. Viene ucciso da RizeGreymon, ma non prima di essere stato gravemente ferito grazie ad un colpo inflittogli da Gizmon: AT. Di conseguenza, il suo digiuovo si distrugge dopo la sua morte, impedendogli di rinascere e venendo definitivamente cancellato.

### Pteramon
Pteramon (21): Un'armata di Pteramon viene inviata da SaberLeomon per attaccare i membri della DATS. Alcuni di essi vengono eliminati, altri richiamati a Digiworld.

### Boarmon
Boarmon (21): Un'armata di Boarmon viene inviata da SaberLeomon per attaccare i membri della DATS. Alcuni di essi vengono eliminati, altri richiamati a Digiworld.

### Frigimon
Frigimon: La madre adottiva di Ikuto. Rispetto al Frigimon apparso nella serie Adventure, ha una voce e degli atteggiamenti molto femminili. Lo trovò quando il bambino, neonato, finì a Digiworld tramite un varco digitale, sentendo, mentre questo si chiudeva, la madre di Ikuto urlare il suo nome. Nonostante sapesse che il bambino fosse un essere umano, decise di prendersi cura di lui, insieme a Falcomon, affascinata dal concetto di madre sentito da Mercurimon. Uccisa da un Gizmon durante il primo attacco a Digiworld, muore prima di riuscire a dire a Ikuto di non odiare gli esseri umani, in quanto anche lui è uno di loro.

### Cherrymon
Cherrymon (14, 28): Protettore della foresta di Digiworld. Inizialmente è ostile a Masaru e gli altri, memore del massacro dei digimon ad opera degli umani, ma in seguito si rende conto che sono inoffensivi e di buon cuore. Ricompare durante il secondo attacco di Kurata a Digiworld, nel tentativo di nascondere nella foresta molti digimon feriti. Viene ferito a sua volta dai bio ibridi, prima che questi siano sconfitti dal potere del livello mega dei digimon di Masaru, Tohma e Yoshino, liberatosi accidentalmente. Sopravvissuto, riprende a vegliare sui digimon suoi ospiti e sulla foresta, pregando i membri della DATS di fermare Kurata.

### El Doradimon
El Doradimon (30-33): Colossale Digimon che regge la Sacra Capitale. Il suo nome fa riferimento alla mitica città di El dorado. Baromon è il sindaco della città, la quale include tra gli abitanti diversi Piximon, Pumpkinmon, Sepikmon, Cerberumon, Goblimon, Mushroomon, Pandamon, Ninjamon, Gizamon, Chuumon, Kotemon, Deputymon, Starmon, Tylomon, Tankmon, Centarumon, Tanemon e Yasyamon. In passato, furono salvati da Spencer Daimon, che trovò dell'acqua per Eldoradimon, assetato. Inizialmente ostili alla DATS, per il massacro ordito da Kurata ai danni dei digimon, iniziano a fidarsi quando scoprono che Masaru è figlio di Spencer. Vengono poi presi di mira da Kurata e il suo esercito che, con diverse bombe spazio temporali, riescono a farli precipitare nel mondo reale. La stragrande maggioranza degli abitanti, incluso El Doradimon stesso, viene cancellata definitivamente dal Giavellotto Gizmon, mentre i sopravvissuti vengono eliminati dai Gizmon: XT.

### Yggdrasil
Yggdrasil (39-48): La divinità di Digiworld che ha assegnato ai Cavalieri Reali il compito di distruggere il mondo umano per poter salvare quello digitale. Utilizza il corpo indebolito di Suguru Daimon come un parassita. Tuttavia alla fine, dopo essere stato battuto, accetta la sconfitta e si rende conto di quanto sia forte il potere degli esseri umani e dei Digimon che combattono insieme. Per questo motivo non può essere definito propriamente malvagio, bensì semplicemente in errore nei modi in cui persegue i suoi obiettivi (che sono quelli di proteggere Digiworld ed i suoi abitanti).

## Nemici

### Akihiro Kurata
Professor Akihiro Kurata (21-36, 38): Akihiro Kurata è un professore e fece parte della squadra che partì in esplorazione di Digiworld, insieme a Satsuma, Yushima, Suguru Daimon e i Noguchi. Kurata è un uomo non particolarmente alto. Ha i capelli bruni neri arruffati e un paio di occhiali tondi. Indossa quasi sempre un camice bianco, sopra una maglia gialla, e un paio di pantaloni neri. Nonostante sia un genio, è estremamente crudele e codardo: infatti, vede i Digimon come una minaccia e cerca di distruggerli in tutti i modi senza nessuna pietà. Inoltre ha creato dei Digimon artificiali, i Gizmon, per assisterlo nella distruzione indiscriminata di tutti i Digimon. Venendo sconfitto dagli ex-scagnozzi aiutati dagli umani e i Digimon, muore precipitato in un burrone. È doppiato in originale da Masami Kikuchi.

### Belphemon
Belphemon Sleep Mode (25-36): è un digimon di livello mega, il cui nome si basa sul demone Belphegor. Ha l'aspetto di un demone con la testa molto grande e sproporzionata rispetto al corpo, legato con delle catene su cui è fissata una sorta di sveglia. Nonostante sia perennemente addormentato e con l'aria innocua, è in realtà molto potente. Venne sconfitto in passato, regredendo in digiuovo. Kurata trovò il Digiuovo di Belphemon nelle antichissime rovine situate a Digiworld, sigillato all'interno di un baule sacro. L'uomo pianificò di ripristinare il Digiuovo e successivamente riuscì a farlo schiudere, dando vita a Belphemon Sleep Mode. Quando riesce infine a risvegliare Belphemon Sleep Mode, Kurata gli ordina, tramite un dispositivo di controllo creato da Touma, di distruggere la città. Dopo il tradimento di Touma e la conseguente distruzione del dispositivo di controllo, Kurata decide di digitalizzare il suo corpo e di inviare il suo corpo, tramite un'antenna satellitare mobile, alla sveglia di Belphemon Sleep Mode, causando il Cambio di Assetto del Digimon da Sleep Mode a Rage Mode.
Belphemon Rage Mode (36-38): Uno dei leggendari Sette Grandi Signori Demoniaci, Belphemon Rage Mode dimostra di essere molto più forte della sua modalità Sleep Mode. Anche il suo aspetto cambia, diventando un enorme demone antropomorfo, con zampe e zanne bestiali, due prominenti corna sulla testa e occhi rossi. Si libera temporaneamente durante la lotta del controllo di Kurata, rivelando una personalità brutale e spietata, interessato solo a distruggere tutto ciò che lo circonda. Viene infine eliminato dagli sforzi combinati di Masaru e ShineGreymon Burst Mode.

### Digimon Bioibridi
Digimon Bioibridi (26-33, 48): Per poter continuare con i suoi loschi piani, specialmente durante l'ottenimento dell'energia vitale dei Digimon di Digiworld per il risveglio di Belphemon, sapendo che Masaru e gli altri avrebbero provato ad intervenire e a fermarlo, Kurata invia tre esseri umani, in grado di trasformarsi loro stessi in Digimon, ad intercettarli. Dopo che questi vengono sconfitti in diverse occasioni, Kurata li potenzia in modo che possano trasformarsi in Digimon più potenti di livello mega. Dopo la loro sconfitta definitiva, i tre si separano nella loro forma umana ed in un Digiuovo contenente i loro dati Digimon. I tre effettuano ognuno un piccolo cameo nel finale della serie per aiutare a fermare Yggdrasil.

#### Kouki/BioThunderbirmon/BioDarkdramon
Kouki/BioThunderbirmon/BioDarkdramon (26-33, 48): Leader del gruppo dei Digimon Bioibridi inviati da Kurata ad attaccare Masaru e gli altri, sembra avere un grandissimo risentimento nei confronti di Masaru. Brutale e rissoso, non mostra alcun passato tragico o giustificazione per le sue azioni, massacrando digimon per il puro gusto della violenza e non avendo alcuno scrupolo a mettere in pericolo anche esseri umani. Può trasformarsi in BioThunderbirmon tramite la Digievoluzione Bio Hybrid ed in BioDarkdramon tramite la Digievoluzione Bio Hybrid Extra. Sconfitto da ShineGreymon. Riappare nell'ultimo episodio, ambientato cinque anni dopo, dove fugge in motocicletta da Yoshino, ora agente di polizia.

#### Nanami/BioCoatlmon/BioLotusmon
Nanami/BioCoatlmon/BioLotusmon (26-31, 48): Altro Digimon Bioibrido, porta sempre con sé un ombrello nero ed indossa capi di abbigliamento tipici delle Gothic Lolita. Prova una sorta di attrazione morbosa nei confronti di Touma, nata dal loro status di geni all'interno dei rispettivi gruppi. Dichiara di servire Kurata solo per divertimento, vedendolo come una sfida per le sue capacità, che in passato la portarono a isolarsi dai suoi coetanei. Può trasformarsi in BioCoatlmon tramite la Digievoluzione Bio Hybrid ed in BioLotusmon tramite la Digievoluzione Bio Hybrid Extra. Sconfitta da MirageGaogamon. Lei stessa dichiara, ironica, che lei in realtà ha perso contro Masaru, in quanto Touma, per sconfiggerla, ha dovuto agire come il suo compagno DATS agendo d'impulso e senza le sue solite strategie, che la ragazza riusciva a prevedere.

#### Ivan/BioStegomon/BioSpinomon
Ivan/BioStegomon/BioSpinomon (26-32, 48): Stereotipo perfetto dell'uomo russo molto forte del gruppo dei Digimon Bioibridi. Ivan sembra avere delle difficoltà nel contenere i suoi pensieri interiori e tende a rivelare ciò che sta pensando ad alta voce senza rendersene conto. Dopo aver incontrato Yoshino per la prima volta, sviluppa una sorta di attrazione nei suoi confronti. Può trasformarsi in BioStegomon tramite la Digievoluzione Bio Hybrid ed in BioSpinomon tramite la Digievoluzione Bio Hybrid Extra. Sconfitto da Rosemon. Viene in seguito rivelato che in Russia ha una famiglia composta da molti fratelli e sorelle più piccole, e che si è venduto a Kurata per ottenere dei fondi per mantenerli.

### Gizmon
Gizmon (24): sono Digimon artificiali creati da Kurata eseguendo esperimenti su altri Digimon. Appaiono completamente meccanici, con una testa tonda corazzata e vari tentacoli meccanici. Possiede sulla testa una lente che spara un raggio capace di distruggere completamente un Digimon, anche le digiuova, impedendo loro di reincarnarsi, e, anche se non mortale sul colpo, una sola ferita è sufficiente, in quanto si aggrava progressivamente e non c'è cura. L'effetto si esplica anche se il Digimon è solo ferito, ma sconfitto da attacchi di Digimon normali. Anche se solo al livello intermedio, un suo raggio è capace di ferire anche un Digimon livello mega.
Gizmon: AT (22-32) : Gizmon al livello campione. È abbastanza forte da respingere anche digimon di livello evoluto.
Gizmon: XT (25-36) : Gizmon al livello evoluto, ha connotati molto più antropomorfi e dotato di due sorta di braccia con cui maneggia una sorta di fucile con cui aspira l'energia vitale dei digimon cancellati.
Nessuno dei Gizmon appare più dopo la definitiva sconfitta di Kurata.

## Umani

### Famiglia Daimon

#### Suguru Daimon e BanchoLeomon
Suguru Daimon e BanchoLeomon: Padre di Masaru e Chika, era il ricercatore principale di Digiworld.  Forma un legame di profonda amicizia con il suo Digimon partner BanchoLeomon, che Suguru può far digievolvere in BanchoLeomon Burst Mode.

#### Sayuri Daimon
Madre di Masaru e Chika, vive con i suoi due figli continuando ad aspettare suo marito Suguru, scomparso dieci anni prima. Viene spesso elogiata per le sue uova fritte, in modo particolare da Agumon.

#### Chika Daimon e Biyomon
Chika Daimon e Biyomon: sorella minore di Masaru, Chika spesso si imbarazza per i modi di fare piuttosto rudi del fratello. Ha un legame molto particolare con Biyomon, che in qualche modo è il suo Digimon partner.

### Famiglia Norstein

#### Franz Norstein
Padre di Touma e Relena, è un aristocratico austriaco. Vive insieme a Relena e ad un maggiordomo, presumibilmente in Europa. È deluso da Touma per la sua scelta di fare ritorno al distaccamento giapponese della DATS dopo la sua esperienza in Europa. Si schiera con Kurata a causa della disperata necessità di Relena di ricevere cure quanto prima.

#### Madre di Touma
Un tempo il giovane Touma viveva in Giappone con sua madre, la quale aveva su di lui una forte influenza culturale. Il legame tra madre e figlio era molto forte; tuttavia, la donna morì in un tragico incidente stradale, sconvolgendo la vita di Touma.

#### Relena Norstein
Sorella minore di Touma, a causa di una grave malattia che la affligge è costretta a stare la maggior parte del tempo su una sedia a rotelle, anche se dimostra più volte di poterne fare a meno. Ha una venerazione assoluta per il fratello, al quale si riferisce con il termine "Onii-sama", ad indicare un profondo rispetto ed affetto.

#### Nonna Norstein
Nonna paterna di Touma e Relena, è la madre di Franz Norstein. Essendo parte della famiglia Norstein è molto aristocratica. È stata a capo della casata dei Norstein.

### Famiglia Noguchi

#### Professor Kenji Noguchi
Padre biologico di Ikuto, fu uno dei membro della squadra di esplorazione di Digiworld.

#### Misuzu Noguchi
Madre biologica di Ikuto, fu uno dei membri della squadra di esplorazione di Digiworld.

#### Yuka Noguchi
Sorella minore di Ikuto, ancora in fasce.

### Capo Hashiba
Il capo Hashiba è un rappresentante del Ministero della Riservatezza governativa nazionale; le azioni dei membri della DATS rientrano nella sua giurisdizione.

### Hitoshi Hanamura
Un compagno di classe dell'infanzia di Yoshino che veniva spesso preso in giro dai suoi ex compagni di classe per il suo peso eccessivo. Successivamente diventa un cantante famoso con il nome d'arte Neon Hanamura.

### Kouichiro Shiratori
Uno dei compagni di scuola di Masaru, la cui ambizione è quella di seguire le orme del padre come proprietario del negozio di famiglia, rinomato per la bontà dei suoi dolci.

### Hayase Tsubasa
Un tempo era un famoso pugile e rappresentava l'esempio che Touma voleva seguire quando era giovane.

## Personaggi apparsi nei film

### Rhythm
Rhythm: protagonista del film Ultimate Power! Activate Burst Mode!!. Esteriormente sembra un essere umano, tuttavia lei stessa si identifica come un Digimon. Inoltre, non cade nel sonno profondo di cui tutti gli esseri umani sono vittima nel film. Aiuta Agumon, Gaomon e Lalamon a combattere contro Argomon, che conosce personalmente, riportando a Digiworld il suo digiuovo dopo che questi è sconfitto da ShineGreymon Burst Mode. Alla fine del film, mostra sentimenti verso Agumon. È una delle poche entità digitali il cui nome non finisce con "mon".

### Argomon
Argomon: principale antagonista del film Ultimate Power! Activate Burst Mode!!, è un digimon di livello evoluto con poteri vegetali. Il suo nome Argo, unito a Rhythm, cui pare intimamente legato, forma la parola Argorhithm, algoritmo, quindi può essere tradotto come " mostro dell'algoritmo". Fa cadere in un sonno profondo tutti gli esseri umani della città, ritenendoli esseri distruttivi e pericolosi per i digimon, per poi mandare la sua armata di Goblimon e Ogremon per rintracciare Rhytm, che sembra conoscere personalmente. Dopo essere stato affrontato e ferito da Agumon in cima al grattacielo in cui si nasconde, digievolve nella sua omonima forma di livello mega, diventando molto più grande e bestiale. Masaru, ripresosi dal sonno, lo colpisce e fa digievolvere Agumon in ShineGreymon, ma Argomon è ancora troppo forte, e allora il ragazzo consente a ShineGreymon di attivare la Burst Mode, che sconfigge il Digimon trafiggendolo con la Grey Sword. Il suo digiuovo è poi recuperato e portato a Digiworld da Rhytm.